# Pharaphodius javanus
Pharaphodius javanus är en skalbaggsart som beskrevs av Schmidt 1909. Pharaphodius javanus ingår i släktet Pharaphodius och familjen Aphodiidae. Inga underarter finns listade i Catalogue of Life.